# زاگرئوس

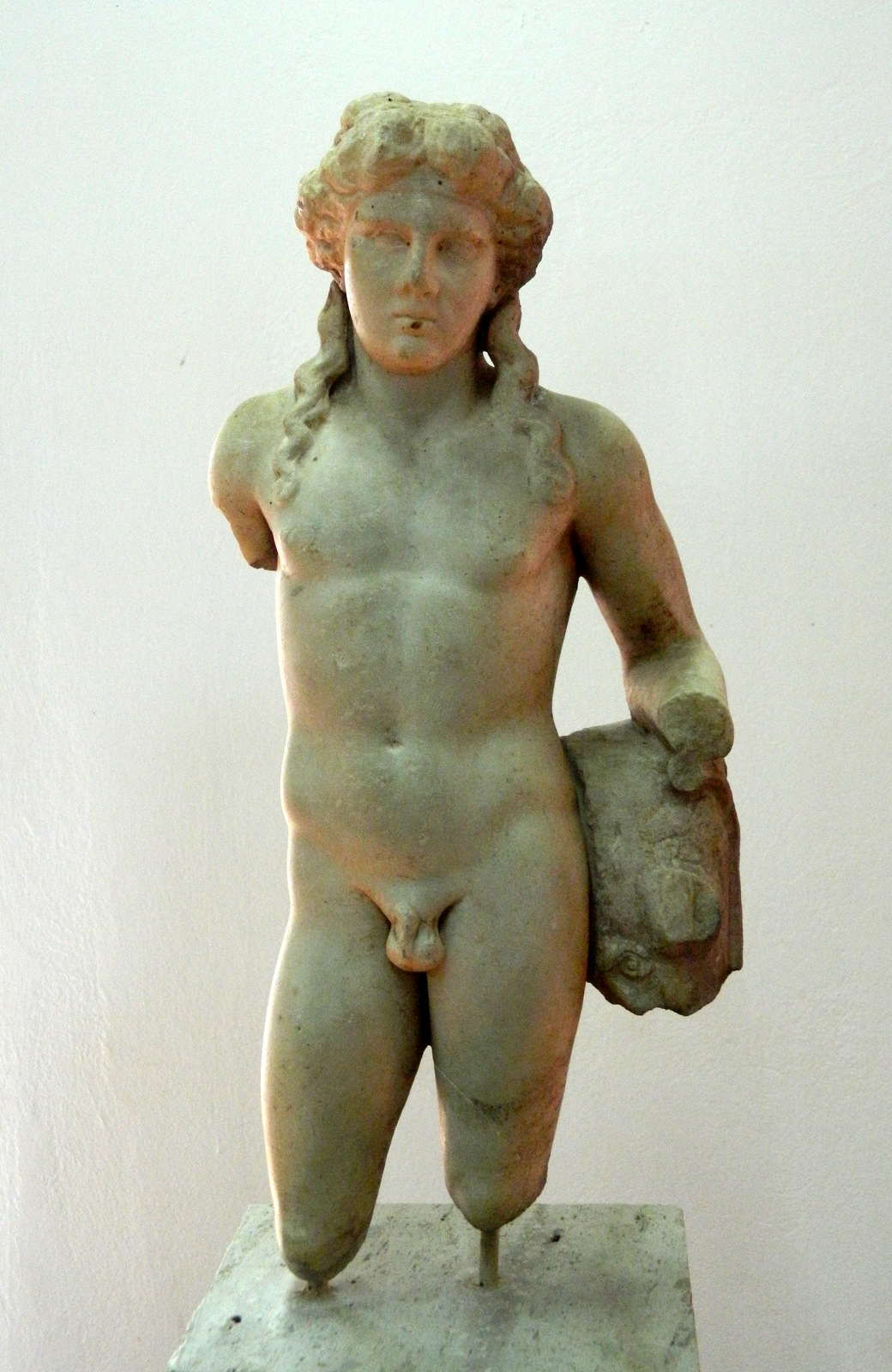
مجسمه یک دیونیسوس جوان. نسخه مرمری قرن دوم. پس از میلاد از نسخه اصلی قرن چهارم. موزه باستان شناسی لامیا، یونان قبل از میلاد

زاگرئوس (به انگلیسی: Zagreus)، در اسطوره‌های یونان، خدای مردم کرت است. مطابق با دیونیسوس دانسته می‌شود.
طبق افسانه‌ها پس از این‌که دمتر پرسفونه را به دنیا آورد. از زئوس و پرسفونه فرزندی به دنیا آمد که زاگرئوس نامیده شد و قرار بود وارث زئوس باشد. تیتان‌ها کودک را ربودند، تکه تکه کردند و خورند. تنها قلب کودک باقی‌ماند که آتنه نجات داد و به زئوس برگرداند. زئوس از این قلب در بدن سمله بچه‌ای ایجاد کرد که زمانی که متولد شد،دیونیسوس نام گرفت.